# USS 보즈먼 (NCC-1941)
USS 보즈먼(영어: The USS Bozeman in Starfleet, NCC-1941)은 스타 트렉에 나오는 엔터프라이즈-D와 충돌하는 시간-인과율의 고리에 80년 동안 갇혀 있었던 소유즈급 함선이다. 당시 계시계는 2278년을 가리키고 있었으며 엔터프라이즈-D는 17.4일 정도 벗어나 있었다. 최고 속도는 워프 8.8이다. '보즈먼'이라는 이름은, 2063년 4월 5일 벌컨을 조우한 곳이 미국 몬태나 주의 보즈먼 시였고, 따라서 보즈먼 시의 이름을 따 왔다.
2373년을 기준으로 임무 수행 중이며 소유즈급 함선으로 남아 있는 유일한 함선이다. 이미 소유즈급은 2280년경 퇴역하였다. 이후 2380년에 소버린 계열의 함선인 USS 보즈먼 (NCC-1941-A)가 진수, 취역하여 활동한다.

## 장교
1. 함장: 모건 베이츤 (2260 ~ (실종) ~ 2373)
2. 부함장: 가베 부시 (2260 ~ (실종) ~ 2373)
3. 조타수: ?
4. 항해사: ?
5. 전술 장교: ?
6. 의학 장교: ?
7. 기관실장: ?
8. 과학 장교: J. 미아 콜트 (2262 ~ 2266)
9. 교신 장교: ?

## 다른 소유즈급 계열 함선
1. USS 어코드 (NCC-1842)(USS Accord)
2. USS 판도라 (NCC-5316)(USS Pandora)
3. USS 소유즈 (NCC-1840)(USS Soyuz) - 프로토타입.